# Občanská obrana

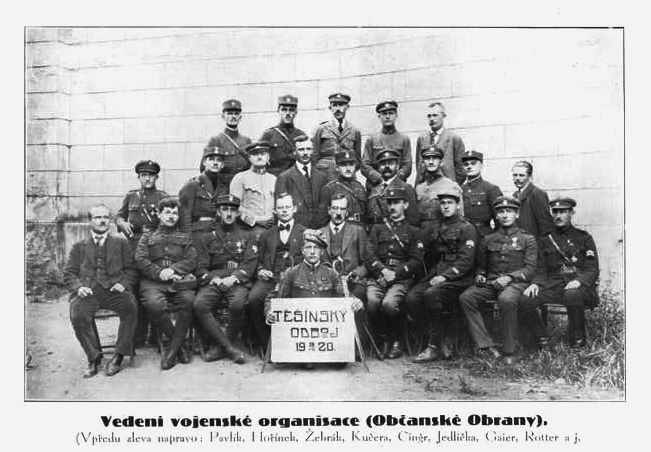
Vedení Občanské obrany

Občanská obrana byla česká polovojenská organizace, působící na Těšínsku v době tzv. plebiscitního období během Československo-polského sporu o Těšínsko.

## Organizační struktura
Občanská obrana byla zpočátku vybudována na systému tzv. pětek: V každé obci existoval jeden důvěrník, který řídil pět jím vybraných osob, každá z těchto osob si obdobným způsobem vybrala dalších pět osob a takto bylo pokračováno dále.
Později byla Občanská obrana přebudována na vojenském základě a silně zmohutněla. V jejím čele stál setník Kučera z Orlové a nadporučík Cingr z Moravské Ostravy, určitý čas ji vedl i major Uvíra z Kroměříže.
Občanská obrana působila i na polské straně demarkační linie, vedená kapitánem Puckmanem z Těšína.

## Deklarované cíle
Deklarovanými cíli Občanské obrany byla obrana před útoky polských bojůvek a podpora československého četnictva, hájení československo-polské demarkační linie před vpády z polské strany a, v případě vpádu polského vojska na území kontrolované Československem, zadržování polského postupu „drobnou válkou“ až do příchodu československého vojska.